# Parapalystes megacephalus
Parapalystes megacephalus là một loài nhện trong họ Sparassidae.
Loài này thuộc chi Parapalystes. Parapalystes megacephalus được Carl Ludwig Koch miêu tả năm 1845.